# Burning Heart Records
Burning Heart Records (BHR) to niezależna wytwórnia muzyczna w Szwecji. Powstała w Örebro. Współpracuje z amerykańską wytwórnią Epitaph Records.
Pierwszym wydawnictwem BHR był "This is the New Deal" Refused w 1993 roku. W 2003 wytwórnia otworzyła biuro w Berlinie. Burning Heart wraz z takimi wytwórniami jak Bad Taste Records czy Desperate Fight Records tworzyła fundamenty niezależnej sceny w Szwecji. Ponadto wykonawcy tacy jak The Hives, Millencolin, Refused czy The (International) Noise Conspiracy wydawani są także poza Szwecją. Burning Heart wydaje także zespoły spoza Szwecji (The Weakerthans, Parkway Drive, Turbonegro). Jest to wszechstronna wytwórnia, gdyż oprócz zespołów punkrockowych i hardcore punkowych wydaje także artystów grających folk czy hip-hop. Dotychczas BHR wydała 247 albumów. Na Burningheart Records składają się jeszcze dwie mniejsze wytwórnie Sidekicks oraz David vs. Goliath.

## Lista Artystów
Oto lista niektórych twórców wydawanych przez BHR.
- 59 Times the Pain
- Asta Kask
- The Accidents
- Between Us
- Bodyjar
- Bombshell Rocks
- boysetsfire
- Breach
- Chickenpox
- Division of Laura Lee
- Donots
- Dropkick Murphys
- Flogging Molly
- Franky Lee
- Give Up the Ghost
- Hell Is for Heroes
- The Hives
- The (International) Noise Conspiracy
- Liberator
- Looptroop
- The Lost Patrol Band
- Kid Down
- Midtown
- Millencolin
- Moneybrother
- Monster
- Nasum
- Nine
- No Fun at All
- Parkway Drive
- Path of No Return
- Promoe
- Raised Fist
- Randy
- Refused
- Samiam
- Satanic Surfers
- Sounds Like Violence
- Team Blender
- Turbonegro
- Voice of a Generation
- The Weakerthans
- Within Reach